# Serrall de les Espadelles
El Serrall de les Espadelles és una serra situada al municipi de Margalef a la comarca del (Priorat), amb una elevació màxima de 726 metres.